# شلند
شلند (به انگلیسی: Shelland) یک روستا و محله مدنی در بریتانیا است که در Mid Suffolk واقع شده‌است.